# Roadbook Media
Roadbook media est un magazine trimestriel français de voyage publié par Chorten Éditions qui accorde une large place aux reportages photographiques et à la qualité éditoriale. C’est un nouveau concept multimédia, associant un magazine papier vendu en kiosque avec un DVD de reportages, un album diffusé en librairie et un site Web apportant un complément d’informations pratiques.

## Historique
Le premier numéro de Roadbook media paraît en septembre 2006. Le concept Roadbook voit le jour sous l’impulsion de Christophe Raylat, ancien rédacteur en chef de Montagnes Magazine et fondateur de Trek Magazine. C’est une réponse à la grande révolution technologique vécue depuis quelques années par la presse magazine, un nouveau vecteur d’informations sur le voyage utilisant les nouveaux outils de communication. Christophe Raylat s’est entouré pour ce projet d’une équipe de journalistes et de professionnels tous issus de la presse spécialisée voyage et habitués des reportages. 

## Ligne éditoriale
Le magazine se veut le rendez-vous de la qualité éditoriale avec le voyage impliqué. Le ton des articles se veut libre, personnel et engagé. Le contenu est riche d’informations souvent recueillies sur le terrain. 
Après l’âge du tourisme de masse et la découverte de nouveaux territoires grâce au trek, la notion de voyage impliquée apparaît comme une nouvelle étape dans l’évolution des pratiques touristiques. Voyager en pleine conscience des territoires traversés et de ceux qui les habitent, s’impliquer personnellement à travers l’engagement physique et les questionnements éthiques liés à l’impact de notre présence. Mais aussi prendre le temps de la rencontre, avec l’autre et avec soi-même. Ces thèmes sont les fils conducteurs de la ligne éditoriale de Roadbook, à la fois fenêtre ouverte sur le monde et miroir de nos émotions et de nos interrogations de voyageurs. 

## Le magazine kiosque
Chaque numéro s’articule autour d’une thématique forte, un dossier sur un thème ou une destination d’une trentaine de pages, ainsi que des reportages, des portraits, des tests matériels et des rubriques…  

## Le DVD
Chaque magazine ou album est vendu avec un DVD de documentaires venant en complément du papier. Ces films sont réalisés par des équipes de Roadbook envoyées sur le terrain, la plupart du temps un tandem constitué d’un cameraman et d’un journaliste-photographe. Ce DVD magazine apporte une vision complémentaire permettant aux spectateurs de partager une aventure vivante.

## L’album librairie
C’est la version « beau livre » du magazine enrichie de photos inédites, et diffusé en librairie. Il est vendu avec le DVD. Format 220 x 297, 148 pages, couverture : carte une face 300 g, pelliculage mat, papier intérieur : couché mat 135 g / dos carré collé cousu.

## Le site Web
Le site se veut le complément du papier notamment pour les parties pratiques qui sont téléchargeables en format pdf. Des vidéos, des diaporamas, des tests matériels, des bibliographies sont aussi disponibles. Un espace communautaire permet de réagir et d’échanger autour des thématiques abordées dans le magazine.

## Les dossiers
- N°1 : Dossier Himalaya (septembre 2006)
- N°2 : Dossier Sahara (décembre 2006)
- N°3 : Dossier Andes (mars 2007)
- N°4 : Dossier Caravanes (juin 2007)
- N°5 : Dossier Mékong (septembre 2007)
- N°6 : Dossier L'Asie nomade (décembre 2007)
- N°7 : Dossier L'Afrique, les derniers sanctuaires (mars 2007)